# Wszystko się zmienia
Wszystko się zmienia – ósmy album zespołu Classic wydany 9 lipca 2010 roku nakładem firmy fonograficznej Lemon Records. Album ukazał się po ośmiu latach od ostatniego albumu "Bilet do nieba". Album ten sprzedał się w ok. 30 000 egzemplarzy, otrzymując tym samym status platynowej płyty. Płyta zawiera 13 utworów w tym dwa starsze w nowych wersjach.

## Promocja płyty
Do albumu nagrano 2 teledyski:
- W perły zmienić deszcz
- Wszystko się zmienia

Wideoklipy prezentowane są na antenie Polo TV i innych mniejszych stacji telewizyjnych.

## Lista utworów
1. W perły zmienić deszcz (muz. i sł. Mirosław Breguła) 4:19
2. Samotna dziewczyna (muz. i sł. Mariusz Winnicki) 3:36
3. Już nie jest sam (muz. Bartłomiej Piasecki, sł. Zbigniew Bieniak) 3:41
4. Tutaj jest (muz. i sł. Mariusz Winnicki) 3:49
5. Straszna dziewczyna 2010 (muz. Robert Klatt, sł. Mariusz Winnicki) 4:15
6. To za mało (muz. i sł. Mariusz Winnicki) 3:31
7. Kołysanka (dla Emi) (muz. i sł. Robert Klatt) 3:58
8. Tobie podaruję (muz. Marek Zrajkowski, Robert Klatt, sł. Marzanna Zrajkowska) 3:37
9. Odnaleźć siebie (muz. i sł. Mariusz Winnicki) 4:08
10. Tylko mnie kochaj (muz. Robert Janson, sł. Robert Klatt) 3:37
11. Wszystko jest w nas 2010 (muz. Robert Klatt sł. Marcin Miller) 5:20
12. Bez Ciebie (muz. Robert Klatt sł. Mariusz Winnicki) 3:56
13. Wszystko się zmienia (muz. i sł. Robert Klatt) 3:38

## Skład zespołu na koncertach
- Mariusz Winnicki - gitara akustyczna, wokal
- Robert Klatt - keyboard, wokal
- Piotr Strychalski - keyboard
- Tomasz Orłowski - gitara elektryczna
- Mietek Grubiak - saksofon sopranowy i altowy, instrumenty perkusyjne
- Sebastian Dorosiewicz - perkusja
- Bartek Węgiel - akustyk

## Informacje dodatkowe
- Wydawca: Murator
- Licencja: Lemon Records
- Mastering: Winicjusz Chróst
- Nagrań dokonano w studiu w Sulejówku w 2010 roku.
- Zdjęcia: Kalbar (PENTAGON)
- Zdjęcia historyczne: archiwum prywatne zespołu